# 田山氏
田山氏（たやまし）は、日本の氏族。中世常陸国に勢力を持った一族。坂東平氏（桓武平氏）国香流。常陸平氏の庶流である。使用の家紋は「三つ巴」。

## 出自
源頼朝が奥州藤原氏を攻めたとき、大掾（石川）家幹が、八田知家（常陸小田氏の祖）に属して戦功を立て、奥州田山（現・岩手県八幡平市）を恩賞に与えられた。それを子の田山源太幹氏に与え、これより田山氏を称したという。

## 概略
応永20年（1413年）、伊達持宗の挙兵に従わず所領を追われた八郎幹国（勝山良覚）は、一族とともに常陸国の鹿島氏に身を寄せた。田山の所領には、安保氏出身の田山左京や成田氏出身の佐治妥女の名があり、のち畠山氏統治の時、両氏とも田山を離れたという。幹國は応永25年（1418年）上総本一揆が発生すると、鹿島出羽守憲幹に従って上総で戦った。鹿嶋居住はその子幹明（壽光有義）までである。
享徳3年（1454年）7月、鹿島出羽守實幹（鹿島城主）が諸神官と謀り、鹿島神宮の大祭に向かう税所幹詮を襲って殺害する事件が起きる。これにより在庁官人の不況を買い、数年間国衙祭が執り行われなかった。税所氏は茨城弓削（現・茨城県石岡市弓削）を本拠とし、官職の税所を名のり、子孫は建児職、検断職を世襲し、鹿嶋社、青屋祭、総社宮の祭事に深く関わり、のちに豪族化した在庁官人である。この税所幹詮に直接手を下したのが實幹の家臣で、幹国の孫であった田山太郎教幹（鐵嚴玄公）である。その後両氏に和睦が成立し、鹿島氏より徳宿を与えられ、その地に居を構えたとされる。教幹は長禄3年（1459年）10月20日、徳宿で没した。52歳であった。『角館由来記』
天正14年（1586年）2月、後北条氏他国衆で矢作城主国分氏の支援を受けた鹿島貞信・清秀兄弟のが鹿島貞信・清秀兄弟は鹿島通晴を倒して鹿島の地に入り、同年11月鹿島貞信が鹿島家当主となった。これをみて、江戸氏は烟田を攻め、額賀上野・石崎近江を調略し、二人をして鉾田城将であった田山東市正保胤を襲撃、殺害させ鉾田城を奪った。対して、鹿島貞信は鉾田城を攻めた。この事件は、千葉氏一族国分氏と江戸氏勢力のぶつかり合いが背景にあり、額賀上野が退散し石崎近江が鹿島方に寝返ったことで決着がついた。この事件により、鹿島氏に属した田山氏は勢力を急激に弱めることとなった。

## 鉾神社
茨城県鉾田市鉾田に鎮座する「鉾神社」(祭神:日本武尊命・大巳貴命武甕槌命)は天正4年（1576年）鉾田城主・田山東市正保胤が行方郡小牧村（現・行方市小牧）の鉾神社より分霊勧請したと伝わる。天正19年（1591年）に佐竹義宣が霞ヶ浦周辺の豪族（鹿島・烟田・玉造・行方・手賀・島崎諸氏）を謀殺し鉾田も佐竹氏の支配地となり神社も荒廃する。その後は寛文12年（1672年）に社殿造営、弘化3年（1846年）再建され境内拡張等を経て現在に至る。

## 略系図
田山氏
```
　　　 
義幹

　　　　┃
　　　 
盛幹

　　　　┃
 　　  
忠重

　　　　┃
　　　 
弘幹

　　　　┃
　　　 
資幹

　　　　┃
　　 　
忠幹

　　　　┣━━━━━┓
　　　 
幹国
        
幹澄

　　　　┣━━━━━┓
　　　 
時幹
　　　  
幹明

　            　　　┃
　                 
教幹

            　　　　┣━━━━┳━━━━┓
　　            　 
盛国
      女子   　 
盛氏

                    ┃
　                 
永基

            　　　　┣━━━━┳━━━━┳━━━━┓
　　            　 
重俊
　    
重賢
　    
幹和
 　  
律淨坊

            　　　　┣━━━━┳━━━━┓
　　            　 
重満
　    
俊幹
　　  女子
　            　　　│
```